# Georg von Wedell
Richard Georg von Wedell (17 tháng 5 năm 1820 tại Augustwalde, quận Naugard – 27 tháng 3 năm 1894 tại Leer (Ostfriesland)) là một sĩ quan quân đội Phổ, đã được thăng đến cấp Trung tướng. Ông từng tham chiến trong cuộc Chiến tranh Áo-Phổ (1866) và cuộc Chiến tranh Pháp-Đức (1870 – 1871), tiêu biểu là các trận đánh quyết liệt ở Mars-la-Tour và Beaune-la-Rolande vào cuối năm 1870.

## Tiểu sử
Georg sinh vào tháng 5 năm 1820, là con trai của sĩ quan quân đội Phổ Wilhelm Sigismund von Wedel (1772 – 1827) và người vợ của ông này là Friederike Wilhelmine Christiane, nhũ danh von Gregorski (1780 – 1851).
Thời trẻ, Wedell đi học trường thiếu sinh quân ở Kulm và Berlin. Sau đó, vào ngày 5 tháng 8 năm 1837, ông gia nhập Lữ đoàn Pháo binh Cận vệ với quân hàm Thiếu úy. Kể từ ngày 1 tháng 10 năm 1837 cho đến ngày 15 tháng 7 năm 1839, ông được cắt cử vào học Trường Pháo binh và Công binh Tổng hợp (Vereinigten Artillerie- und Ingenieurschule). Sau khi được thăng cấp hàm Trung úy vào ngày 10 tháng 10 năm 1842, ông được cử vào học Trường Quân sự Tổng hợp ( Allgemeinen Kriegsschule) kể từ ngày 1 tháng 10 năm 1843 cho tới ngày 15 tháng 6 năm 1846 để đào tạo thêm. Trong chiến dịch trấn áp quân nổi dậy ở Baden vào năm 1849, Wedell đã tham gia cùng với Lữ đoàn Pháo binh số 7 trong cuộc vây hãm và đánh chiếm Rastatt. Năm sau (1850), ông được phân công vào Cục Đo đạc Địa hình trong Bộ Tổng tham mưu. Vào ngày 22 tháng 7 năm 1852, ông được lên quân hàm Đại úy, đồng thời được bổ nhiệm vào Trung đoàn Pháo binh Cận vệ số 7, tại đây ông được giao chỉ huy một khẩu đội pháo vào ngày 1 tháng 5 năm 1855. Wedell phục vụ cho đến ngày 13 tháng 1 năm 1858 thì được đổi vào Bộ Tổng tham mưu, và được thăng hàm Thiếu tá vào ngày 12 tháng 7 năm 1858. Đồng thời với việc phụng sự Bộ Tổng tham mưu, ông là giảng viên Lịch sử Quân sự tại Trường Quân sự Tổng hợp từ ngày 1 tháng 10 năm 1859 cho đến ngày 1 tháng 7 năm 1860. Sau đó, ông được đổi vào Bộ Tham mưu của Sư đoàn số 16. Sau khi được phong hàm Thượng tá vào ngày 17 tháng 3 năm 1863, ông lãnh nhiệm chức Tiểu đoàn trưởng Tiểu đoàn I của Trung đoàn Bộ binh số 26 (số 1 Magdeburg) vào ngày 12 tháng 8 năm 1863.
Hai năm sau, ông được nhậm chức Trung đoàn trưởng của Trung đoàn Bộ binh số 17 (số 4 Westfalen) vào ngày 13 tháng 6 năm 1865, và trên cương vị này ông được phong cấp hàm Đại tá. Ông chỉ đảm nhiệm chức vụ này trong vòng 10 tháng, rổi được thuyên chuyển sang Bộ Chiến tranh Phổ vào ngày 3 tháng 4 năm 1866, tại đây ông giữ một chức Trưởng khoa. Khi cuộc Chiến tranh Bảy tuần bùng nổ vào năm 1866, ông là Chỉ huy trưởng Trung đoàn Bộ binh số 31. Là một phần trong biên chế của Lữ đoàn Gordon, Sư đoàn số 7 dưới quyền tướng Eduard von Fransecky (thuộc Tập đoàn quân số 1), Trung đoàn Bộ binh số 31 dưới sự thống lĩnh của ông đã tham gia chiến dịch tấn công Böhmen. Trong cuộc chiến tranh ngắn ngủi này, ông tham chiến chủ yếu ở trận Königgrätz vào ngày 3 tháng 7: Sư đoàn số 7 đã phòng ngự thành công rừng Swiepwald trước cuộc tấn công của hai quân đoàn Áo. Cuộc giao chiến ở rừng Swiepwald đã đóng một vai trò then chốt, góp phần đến thắng lợi quyết định của Phổ trong trận đánh. Trong cuộc giao tranh đẫm máu này, trung đoàn của ông chịu thiệt hại 10 sĩ quan và 208 binh lính. Vì những thành tích của mình trong trận Königgrätz, Wedell được tặng thưởng Huân chương Quân công vào ngày 20 tháng 9 năm 1866.

### Chiến tranh Pháp-Đức (1870-1871)
Trong cuộc tổng động viên vào tháng 7 năm 1870 khi cuộc Chiến tranh Pháp-Đức bùng nổ, Wedell được ủy nhiệm chức Lữ đoàn trưởng Lữ đoàn Bộ binh số 38 (gồm các Trung đoàn Bộ binh số 16 và 57), một phần của biên chế Sư đoàn số 19 (Schwartzkoppen) thuộc Quân đoàn X (Voigts-Rhetz).

#### Mars-la-Tour
Trận Mars-la-Tour vào ngày 16 tháng 8 năm 1870 là trận chiến đầu tiên mà ông tham gia trong chiến dịch này. Trận đánh khởi đầu với cuộc tiến công của Quân đoàn III của Đức nhằm vào các lực lượng Pháp dưới quyền Thống chế Bazaine, vốn đang rút lui qua Metz về thành cổ Verdun trên sông Meuse nhằm hội quân với MacMahon. Cái được dự kiến là một đòn công kích nhằm vào các lực lượng yểm trợ và hậu vệ của Pháp tại khu vực Vionville đã trở thành một trận đối mặt với toàn bộ 5 quân đoàn Pháp. Dưới 3 vạn binh sĩ Đức phải chống nhau với 13 vạn (có sách chép là 16 vạn) quân Pháp đây. Ban đầu, Wedell cùng với lữ đoàn của ông vốn đang hành binh đến sông Meuse với mục đích giăng bẫy Tập đoàn quân Rhine dưới quyền Bazaine được cho là đang rút về đây, nhưng sau đó được lệnh tiếp viện cho Quân đoàn III ở Mars-la-Tour cùng với các thành phần khác của Quân đoàn X. Sau gần 12 tiếng đồng hồ hành quân dưới thời tiết nóng nực trên các đoạn đường từ Pont-à-Mousson và Thiaucourt, quân của Wedell đã kéo đến trận địa vào lúc 16 giờ ngày 16 tháng 8. Vị tướng nhận lệnh tung đòn tấn công vào sườn của quân đội Pháp. Do quân Đức không hề dò la vị trí hay sinh lực của địch thủ, và địa hình đồi núi che khuất tầm nhìn của họ, lệnh bọc sườn đã gần như đẩy quân đội Đức vào thảm họa. Binh lính của Lữ đoàn Wedell, với đội hình chặt chẽ và không hề có lực lượng tiền vệ, khi đang tiến qua Mars-la-Tour đã bất ngờ trông thấy những tuyến quân Pháp dày đặc: thay vì họ đã tạt sườn Quân đoàn IV của Ladmirault, họ đã đối mặt trực diện với quân của ông ta. Các lực lượng Pháp này chính là sư đoàn của tướng Grenier, vốn đang nghỉ ngơi sau thắng lợi trong một cuộc giao chiến, và sư đoàn của Cissey nhanh chóng ứng viện cho họ. Không còn thời gian để quân Đức khai pháo trước khi tiến công và hai trung đoàn của Wedell đã tấn công dưới sự hỏa lực dồn dập của các sư đoàn Pháp nêu trên tại đồi Bruville.
Chỉ trong vòng 30 phút, súng trường Chassepot của người Pháp đã đánh quỵ người Đức trước khi quân Pháp có thể lọt vào tầm bắn hiệu quả của súng trường Dreyse của quân Đức. Trước sự cổ vũ của các sĩ quan và lính đánh trống, quân Pháp đã truy đuổi quân Đức trên các dốc chất đầy xác chết. Các trung đoàn dưới quyền ông bị buộc phải rút chạy với thiệt hại lên đến 73 sĩ quan và 2.543 binh lính, trong đó có khoảng 400 người bị bắt làm tù binh. Trong số những người hy sinh có hai trung đoàn trưởng. Sau đó, cũng như "cuộc tấn công tử thần của Bredow" 3 tiếng đồng hồ trước đó, lực lượng kỵ binh đã ồ ạt xung phong, chặn đứng bước tiến của quân Pháp dưới quyền Ladmirault và buộc ông ta phải thoái lui. Lữ đoàn của Cissey đã phát động một cuộc tấn công, nhưng khi đến gần quân Đức, họ bị rơi vào tầm đạn của đối phương. Sau khi quân Pháp hết sạch đạn dược, một cuộc phản công của quân Đức đã bẻ gãy đợt tấn công của quân Pháp.

#### Các diễn biến sau trận Mars-la-Tour
Sau trận đánh đẫm máu ở Mars-la-Tour, Wedell cùng với phần còn lại của lữ đoàn của ông được trừ bị trong trận Gravelotte vào ngày 18 tháng 8, và tham gia cuộc vây hãm Metz cho đến cuối tháng 10 năm 1870. Tại đây ông chiến đấu trong trận Noisseville, và trận đột vây này chấm dứt với thất bại của Bazaine. Sau khi Metz thất thủ vào ngày 27 tháng 10 năm 1870, ông cùng với Tập đoàn quân số 2 (2. Armee) do Vương thân Friedrich Karl Nikolaus của Phổ thống lĩnh kéo đến khu vực sông Loire về phía nam Paris. Tại đây, chính quyền Cộng hòa non trẻ của Pháp đã thành lập Tập đoàn quân Loire. Đội quân mới này bao gồm lính francs-tireur (quân tình nguyện không chính quy), lính nội địa Gardes Mobile ở các tỉnh, lính thủy, lính zouave và lính tập đến từ Algérie, cùng với binh sĩ chính quy trong các trạm tuyển mộ và quân trừ bị, áp đảo các lực lượng Đức về mặt quân số, nhưng về chất lượng thì kém xa. Để ngăn chặn mối đe dọa từ tập đoàn quân này và qua đó củng cố cho cuộc vây hãm Paris, quân đội Đức phải tiến hành các cuộc hành quân thần tốc đến sông Loire với chiều dài 25 km mỗi ngày.

#### Beaune-la-Rolande
Vào ngày 28 tháng 11 năm 1870, tại chiến trường sông Loire, ông tham gia trận Beaune-la-Rolande. Hai quân đoàn Pháp với 6 vạn binh lính và 140 khẩu pháo tiến công lần lượt 3 lữ đoàn của Đức-Phổ. Lữ đoàn số 38 dưới sự chỉ huy của Wedell được lệnh trấn giữ Beaune-la-Rolande, một vị trí khó phòng ngự. Khi đó, quân Đức tại đây chỉ có 13 đại đội, với tổng cộng khoảng 1.200 người. Vào lúc 11:30, toàn bộ hai lữ đoàn thuộc Quân đoàn XX của Pháp tấn công sân nhà thờ Beaune-la-Rolande, và đợt công kích đầu tiên của quân Pháp đã bị đập tan. Quân Pháp bị rơi vào hỗn loạn và mọi sĩ quan tham mưu của Quân đoàn XX đều bị giết hoặc bị thương khi đang chấn chỉnh tình hình quân ngũ. Trong đợt tiến công này, khi 11 tiểu đoàn Pháp với sự yểm trợ của 30 khẩu pháo cận chiến với quân phòng ngự kiên cường của Đức, một số binh sĩ thuộc Trung đoàn Bộ binh số 57 thậm chí còn đốt cháy các chiến lũy do họ tự dựng để đẩy lùi cuộc tấn công của Pháp. Những người lính Đức tiếp tục cầm cự cho đến đầu buổi chiều, khi họ hết gần sạch đạn dược của mình và được Sư đoàn số 5 thuộc Quân đoàn III do tướng Alvensleben chỉ huy cứu viện. Trong trận Mars-la-Tour, Wedell đem quân đến cứu viện cho Sư đoàn số 5 dưới quyền tướng Stülpnagel, nhưng tại trận Beaune-la-Rolande vai trò của họ được hoán đổi. Trận đánh kết thúc với sự thất bại của quân cánh phải Tập đoàn quân Loire. Do thành tích phòng ngự thành công Beaune-la-Rolande, Wedell được tặng thưởng Huân chương Thập tự Sắt cả hai hạng cùng với Bó sồi đính kèm Huân chương Quân công.
Vào tháng 12 năm 1870, ông tham chiến trong trận Orléans lần thứ hai, nhưng do ông đổ bệnh vào đầu tháng 1 năm 1871, ông không thê chỉ huy quân sĩ của mình chiến đấu tại trận Le Mans, nơi quân đội Phổ đánh bại hoàn toàn Tập đoàn quân Loire.

## Sau chiến tranh
Sau khi hiệp định đình chiến được ký kết giữa Pháp và Đức, Wedell ở lại Pháp để tham gia Lực lượng chiếm đóng của Đức. Đến tháng 11 năm 1873, ông về nước để nhậm chức Sư đoàn trưởng Sư đoàn số 4 tại Bromberg. Trên cương vị này, ông được lên cấp hàm Trung tướng vào tháng 12 năm 1873. Vào ngày 4 tháng 4 năm 1874, Wedell rời khỏi tình trạng tại ngũ (aktiven Dienst) và ông được đổi vào ngạch Sĩ quan Trừ bị (Offizieren von der Armee). Sau đó, vào ngày 2 tháng 1 năm 1875, ông xuất ngũ (zur Disposition, xuất ngũ nhưng sẽ được triệu hồi nếu có chiến tranh) với một khoản lương hưu, đồng thời được tặng thưởng Ngôi sao đính kèm Huân chương Đại bàng Đỏ hạng II với Bó sồi.
Vào năm 1879, ông được kết nạp vào quán Tam Điểm "Sokrates zur Standhaftigkeit" tại Franklfurt. Về sau, ông định cư ở Leer (Ostfriesland), nơi ông từ trần vào ngày 27 tháng 3 năm 1894.